# 效應
效果，或效应，是指在有限环境下，一些因素和一些结果而构成的一种因果现象，多用于对一种自然现象和社会现象的描述，效應一詞使用的泛圍較廣，並不一定指嚴格的科學定理、定律中的因果關係。例子如溫室效應、蝴蝶效應等等。